# Wilhelm Burgdorf
Pour les articles homonymes, voir Burgdorf (homonymie).
Wilhelm Emanuel Burgdorf, né le 15 février 1895 à Fürstenwalde et mort par suicide le 2 mai 1945, à Berlin, est un officier général allemand qui a occupé le poste de « premier aide de camp » de Hitler au cours des derniers mois de la Seconde Guerre mondiale.

## Biographie
Burgdorf s'engage le 3 août 1914, après le début de la Première Guerre mondiale, comme volontaire dans le 12e régiment de grenadiers de l'armée prussienne. À partir du 25 septembre 1914, il rejoint le front où il est promu lieutenant le 18 avril 1915. Du 24 octobre au 23 juin 1917, il est adjudant du bataillon de fusiliers et est ensuite promu adjudant de régiment.
Après la fin de la guerre et la démobilisation de son régiment dans son pays, Burgdorf travaille dans un corps franc de la mi-février à la mi-mai 1919, avant d'être incorporé dans la Reichswehr provisoire. Lors de la formation de la Reichswehr le 1er janvier 1921, Burgdorf est affecté au 8e régiment (prussien) d'infanterie. Il y est d'abord chef de section avant d'être promu lieutenant le 1er juin 1925 et capitaine le 1er février 1930.
Pendant la Seconde Guerre mondiale, Burgdorf commande le 529e régiment d'infanterie, entre mai 1940 et avril 1942. Il est ensuite promu chef adjoint du bureau du personnel de l'Armée de terre à partir du 1er octobre 1942, succédant au général Viktor Linnarz (en). Il travaille dans ce bureau pendant environ deux ans avant de le diriger à partir du mois d'octobre 1944, à la suite de la mort de son supérieur, le général Rudolf Schmundt. Il lui succède également en tant que premier aide de camp du Führer : à ce poste, il est soupçonné par les généraux du front de dissimuler à Hitler l'ampleur des défaites qu'essuie la Wehrmacht à partir de janvier 1945, ce qui rend les généraux concernés méfiants à son encontre ; ainsi, Reinhardt, à la tête de la 4e armée, lui cache les premiers mouvements de retraite des unités qu'il commande,. Il souhaitait également purger, après la guerre, les officiers catholiques de l'armée à l'instar de ce qui fut fait avec les Juifs avant le conflit.

### Le suicide forcé de Rommel
Burgdorf joue un rôle clé lors de la mort du maréchal Erwin Rommel. Celui-ci, fortement compromis dans le complot du 20 juillet 1944, est forcé par Hitler de se suicider, en échange de la préservation de son honneur et du respect de sa famille, en lui évitant la Sippenhaft. Une telle issue préservait également les dirigeants nazis d'un éventuel contrecoup qu'aurait provoqué l'incarcération, voire l'exécution d'un maréchal devenu très populaire au fil de son ascension et de ses victoires.
La relation qu'en donne l'amiral Friedrich Ruge est la suivante :
« Le 14 octobre 1944 (un samedi), les généraux Wilhelm Burgdorf et Ernst Maisel, annoncés par l'OKW, arrivèrent à Herrlingen dans la matinée. Burgdorf s'entretint en tête-à-tête avec Rommel et lui révéla que les officiers arrêtés après le 20 juillet l'avaient désigné comme chef suprême de l'armée, voire comme chef de l'État. Hitler lui donnait le choix : comparaître devant un tribunal ou s'empoisonner. Dans ce dernier cas, il n'arriverait rien à sa femme et à son fils.

Après l'entretien, Rommel, le visage pétrifié, alla trouver sa femme et lui dit : « Dans un quart d'heure, je serai mort ». Elle essaya de le déterminer à comparaître devant le tribunal du peuple, mais il refusa. Il le fit très certainement dans la conviction qu'il n'arriverait pas vivant, qu'il serait tué au cours du trajet vers Berlin, l'assassinat étant camouflé en accident. Devant le tribunal du peuple, le procès ne demeurerait pas secret et Hitler ne pouvait pas se permettre de laisser la nouvelle se répandre dans tout le pays. Rommel choisit donc le poison pour sauver sa femme et son fils qu'il aimait infiniment. Il leur dit adieu et quitta la maison avec les deux généraux dans une voiture conduite par un SS. Peu de temps après, son corps était amené dans un hôpital d'Ulm (le poste de secours de l'école Wagner d'Ulm). La cause du décès fut attribuée à une thrombose coronaire. Son visage exprimait le mépris le plus intense. »

### La fin dans le Führerbunker
Le 29 avril 1945, Burgdorf assiste, en tant que témoin, à la rédaction du testament politique d'Adolf Hitler et en signe la minute, aux côtés de Goebbels, Bormann et d'autres personnalités du régime nazi.
Il se suicide, comme le général Hans Krebs, le 2 mai 1945 dans le bunker de la chancellerie à Berlin.

## Filmographie
- La Chute (2004), d'Oliver Hirschbiegel , où il est interprété par Justus von Dohnányi.